# Bulbophyllum mystrophyllum
Bulbophyllum mystrophyllum är en orkidéart som beskrevs av Rudolf Schlechter. Bulbophyllum mystrophyllum ingår i släktet Bulbophyllum och familjen orkidéer. Inga underarter finns listade i Catalogue of Life.